# Bruce Prichard
Bruce Prichard (nascido em 7 de março de 1963) é um produtor de luta-livre americano, ex-gerente da WWE (antigamente WWF). Ele é mais conhecido como Brother Love.

## Carreira

### Começo
Prichard começou sua carreira como comentarista para Universal Wrestling Federation.

### World Wrestling Entertainment (WWE)
Depois de entrar no World Wrestling Federation. Ele primeiro trabalhou ocasionalmente como um apresentador da WWF, antes de criar o personagem Brother Love.

### Gerente do The Undertaker
No Survivor Series 1990. Um jogo viu uma equipa liderada por Dusty Rhodes, para assumir a equipe de Ted DiBiase, que previam um parceiro mistério. DiBiase revelaria o mistério como parceiro The Undertaker. Que era administrado por Brother Love e eliminou dois adversários em sua estréia. Brother Love continuou a gerir The Undertaker até fevereiro de 1991, quando vendeu o contrato de The Undertaker para Paul Bearer. The Undertaker, desde então, continuou a lutar para que a empresa este dia como um de seus lutadores de perfil mais elevado.

### Global Wrestling Federation
Após a sua libertação da WWF. Prichard eventualmente se juntou ao sediada em Dallas, a Global Wrestling Federation. Onde trabalhou como gerente e entrevistador ringue entre 1992 e 1993, usando seu nome verdadeiro.

### World Wrestling Federation/Entertainment
Depois disso, Prichard, em grande parte manteve-se nos bastidores, trabalhando com Vince McMahon e também como escritor para alguns dos shows da WWE. No entanto, Prichard tem reprisou seu personagem Love Brother na ocasião:
Brother Love voltou à WWF em Novembro de 1995. Ele acolheu o Brother Love Show, mais uma vez, desta vez em Monday Night Raw. No que viria a ser um momento monumental na história da WWF, Brother Love hospedado Ted DiBiase introduzindo o Ringmaster na World Wrestling Federation, que viria a transformar-se em Stone Cold Steve Austin. Brother Love desapareceu novamente em janeiro de 1996.
Brother Love ressurgiu mais uma vez para uma noite em janeiro de 1997, fazendo uma aparição surpresa no episódio de estréia da Shotgun Saturday Night. Ajudando a derrotar The Godwinns. Love, então chamado a equipe de The Sisters of Love. O artifício foi rapidamente desfeito, com a equipe mais tarde encontrar mais sucesso como The Headbangers.
Em 2001, Brother Love participou da gimmick Battle Royal em WrestleMania X-Seven.
Em fevereiro de 2003, a SmackDown. Brother Love confrontado The Undertaker, em seguida, retratando um gimmick do motociclista, em sua disputa contra o Big Show. Brother Love defendeu com The Undertaker para perdoar Big Show para as suas acções recentes, mas o Undertaker no entanto, não ficou satisfeito e fez um Tombstone Piledriver no Brother Love no meio do ringue. Love mais tarde apareceu no Vengeance 2003. Com duração de toda a maneira ao fim antes de ser nocauteado por Bradshaw.
Em 1 de dezembro de 2008, Bruce Prichard foi lançado pela WWE por Stephanie McMahon porque sentiu que era tempo para ele seguir em frente, que Vince McMahon mutuamente acordado. Prichard passou 22 anos com a empresa.

## Família
Bruce Prichard é irmão do guitarrista Chris Prichard, assim como lutador profissional, Dr. Tom Prichard. E também de Jerry e Ken Prichard.